# مخطط النرويج

موقع النرويج

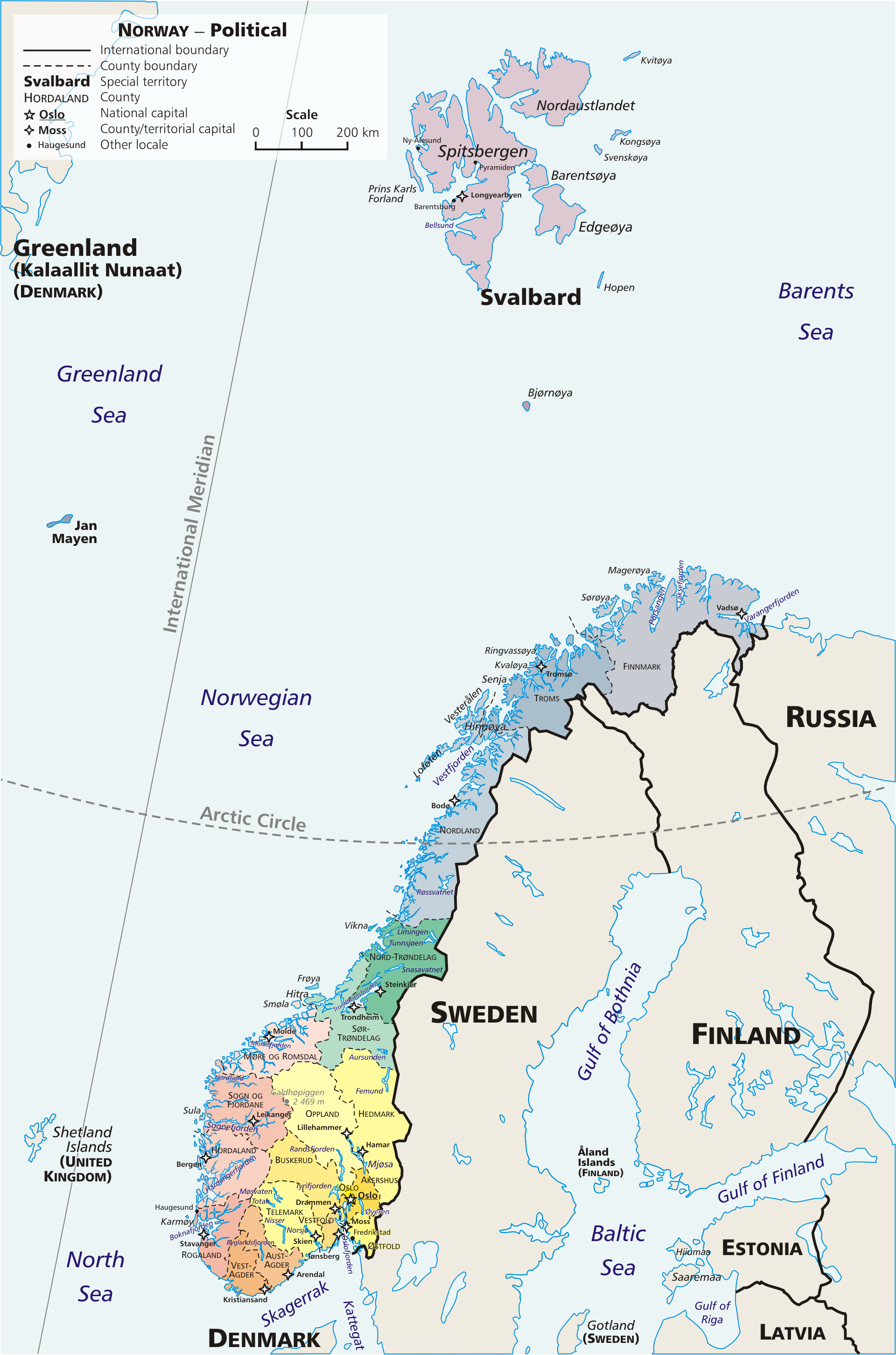
خريطة موسعة لمملكة النرويج

يقدم المخطط التالي نظرة عامة ودليلًا للموضوعات الخاصة بمملكة النرويج.
النرويج مملكة دستورية ذات سيادة ، تقع بشكل أساسي في الجزء الغربي من الدول الإسكندنافية في شمال أوروبا. تشارك النرويج حدودها البرية مع السويد وفنلندا وروسيا، بينما تقع المملكة المتحدة وجزر فارو في الغرب على الناحية الأخرى من بحر الشمال، وتقع الدنمارك في الجنوب عبر مضيق سكاجيراك. يمتد ساحل المحيط الأطلسي الجليدي الطويل في البلاد حيث يتخلل المضايق البحرية ويرتفع بشكل مفاجئ إلى هضاب عالية.
تضم النرويج أيضًا أراضي جزر القطب الشمالي سفالبارد ويان ماين. وتستند السيادة النرويجية على سفالبارد إلى معاهدة سبيتسبيرغن، لكن هذه المعاهدة لا تنطبق على يان ماين. وهناك أيضًا ثلاثة كيانات - هي جزيرة بوفيت في جنوب المحيط الأطلسي وجزيرة بطرس الأول وأرض الملكة مود في القارة القطبية الجنوبية - تُعد تبعيات خارجية لكنها لا تشكل جزءًا من المملكة.
شهدت النرويج منذ الحرب العالمية الثانية نموًا اقتصاديًا سريعًا، وهي الآن من بين أغنى البلدان في العالم. والنرويج هي ثالث أكبر مصدر للنفط في العالم بعد روسيا والمملكة العربية السعودية وتمثل الصناعة النفطية فيها حوالي ربع الناتج المحلي الإجمالي، كما أن لديها موارد غنية من حقول الغاز والطاقة المائية والأسماك والغابات والمعادن. في عام 2006 كانت النرويج ثاني أكبر مصدر للمأكولات البحرية (من حيث القيمة بعد الصين). تشمل الصناعات الرئيسية الأخرى تصنيع الأغذية وبناء السفن والمعادن والكيماويات والتعدين ولب الورق والمنتجات الورقية. ولدى النرويج نظام رفاهية متقدم وأكبر احتياطي لرأس المال للفرد في أي دولة.
احتلت النرويج المرتبة الأولى بين جميع البلدان في التنمية البشرية من عام 2001 إلى عام 2006 ، واحتلت المرتبة الثانية في عام 2007 (بعد أيسلندا). كما صُنفت أنها الدولة الأكثر سلامًا في العالم في استطلاع عام 2007 بواسطة مؤشر السلام العالمي، وهي عضو مؤسس في منظمة حلف شمال الأطلسي (الناتو).

## معلومات عامة

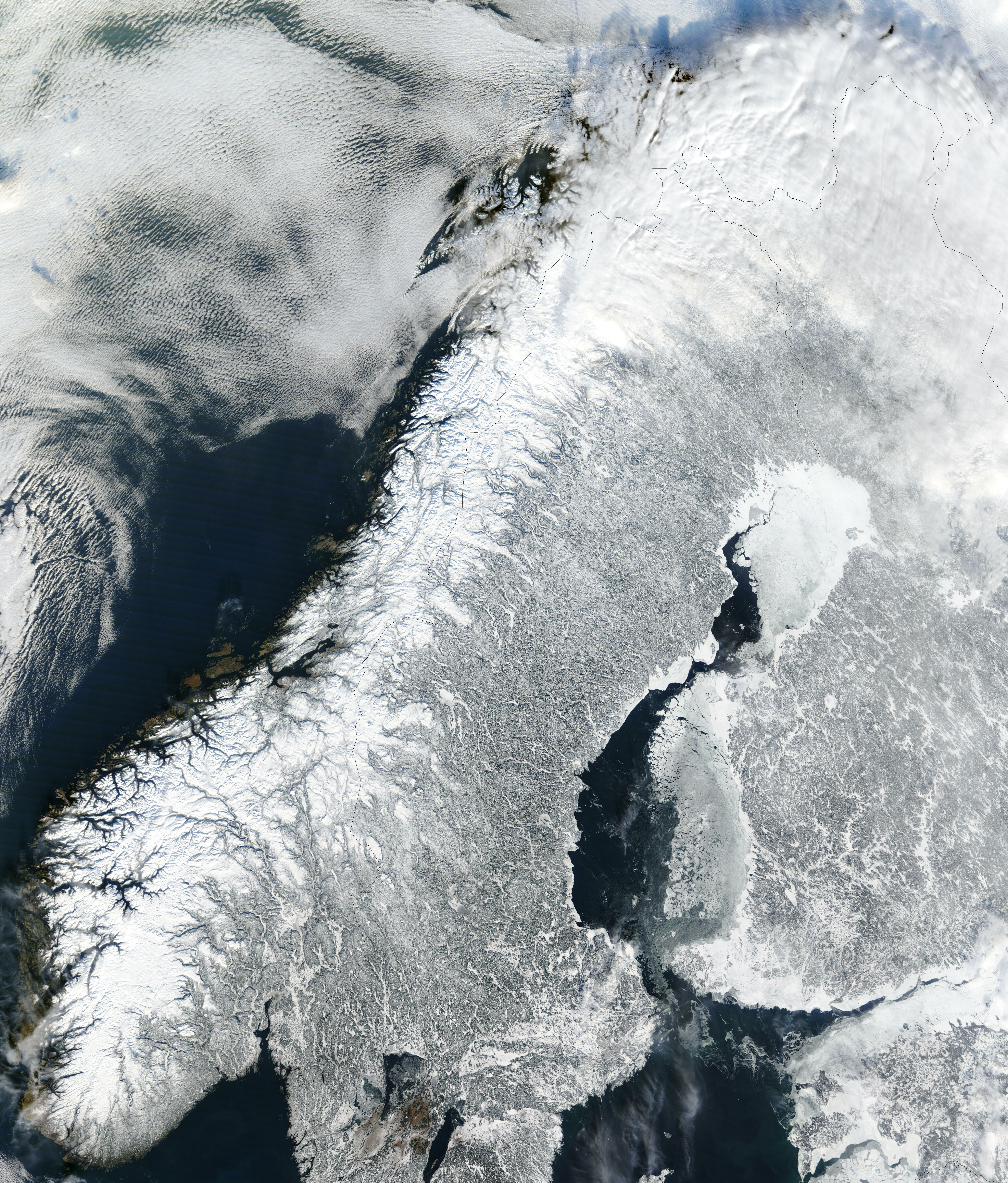
صورة أقمار صناعية مكبرة للنرويج

- اسم الدولة الإنجليزية الشائع: النرويج
- الاسم الرسمي للدولة: مملكة النرويج (بالإنجليزية Kingdom of Norway)
- الأسماء المحلية الشائعة: Norge (النرويجية)، Noreg (نينوشك) أو Norga (سامي)
- الاسم المحلي الرسمي:Kongeriket NORGE (النرويجية) أو Kongeriket Noreg (نينوشك)
- الصفة: نرويجي
- ترميز المعيار الدولي أيزو: NO ، NOR ، 578
- ترميز أيزو للمناطق والمقاطعات: راجع ISO 3166-2: NO
- رمز النطاق الأعلى في ترميز الدولة على الإنترنت: no.

## جغرافيا النرويج
جغرافيا النرويج
- النرويج: دولة شمالية
- الموقع:
  - نصف الكرة الشمالي والشرقي
  - أوراسيا
    - أوروبا
      - شمال أوروبا
        - الدول الإسكندنافية

  - المنطقة الزمنية: توقيت وسط أوروبا (UTC + 01) ، توقيت وسط أوروبا الصيفي (UTC + 02)
  - النقاط المتطرفة في النرويج
    - الأكثر ارتفاعًا: غالدهوبيغن 2,469 متر (8,100 قدم)
    - الأكثر انخفاضًا: بحر النرويج 0 م

  - الحدود البرية: 2,542 كم (مع السويد 1,619 كم، مع فنلندا 727 كم، مع روسيا 196كم)
    - طول الساحل: 83.281 كم
- تعداد سكان النرويج: 5,367,580 [9]
- مساحة النرويج: 385,252 كم2
- أطلس النرويج

### بيئة النرويج
- مناخ النرويج
- جيولوجيا النرويج
- الحياة البرية في النرويج

### السمات الجغرافية الطبيعية للنرويج
- جزر النرويج
- بحيرات النرويج
- جبال النرويج
- أنهار النرويج
- مواقع التراث العالمي في النرويج

### مناطق النرويج
مناطق النرويج
- التقسيمات الإدارية في النرويج
- مقاطعات النرويج
  - بلديات النرويج
- عاصمة النرويج: أوسلو
- مدن النرويج

## حكومة وسياسة النرويج
- سياسة النرويج
- الأحزاب السياسية في النرويج

### حكومة النرويج
حكومة النرويج

#### الذراع التنفيذي لحكومة النرويج
- رئيس الدولة: هارالد الخامس ملك النرويج
- رئيس الحكومة: رئيس وزراء النرويج

#### الذراع التشريعي لحكومة النرويج
- برلمان النرويج (غرفة واحدة)
- برلمان قومية سامي

### العلاقات الخارجية للنرويج
علاقات النرويج الخارجية
- البعثات الدبلوماسية في النرويج
- البعثات الدبلوماسية للنرويج
- العلاقات بين الاتحاد الأوروبي والنرويج

### القانون والنظام في النرويج
- دستور النرويج
- قانون الجنسية النرويجية
- الجريمة في النرويج
- العنف الأُسَري في النرويج
- هيئة حماية الطفل النرويجية
- حقوق الإنسان في النرويج
  - حرية الدين في النرويج
  - حقوق المثليين في النرويج

### جيش النرويج
جيش النرويج
- القائد العام
- البحرية النرويجية
- القوات الجوية النرويجية

## تاريخ النرويج
تاريخ النرويج
- توحيد النرويج
- الاحتلال الألماني للنرويج

## ثقافة النرويج
ثقافة النرويج
- العمارة في النرويج
- مطبخ النرويج
- لغات النرويج
- وسائل الإعلام في النرويج
- متاحف النرويج
- الرموز الوطنية للنرويج
  - شعار النبالة
  - علم النرويج
  - النشيد الوطني للنرويج
- شعب النرويج
- العطل الرسمية في النرويج
- الدين في النرويج
  - المسيحية في النرويج
    - كنيسة النرويج

  - الهندوسية في النرويج
  - الإسلام في النرويج
  - اليهودية في النرويج
- مواقع التراث العالمي في النرويج

### الفنون في النرويج
- سينما النرويج
- أدب النرويج
- موسيقى النرويج

### الرياضة في النرويج
- كرة القدم في النرويج
- النرويج في دورة الالعاب الأولمبية

## الاقتصاد والبنية التحتية في النرويج
اقتصاد النرويج
- المرتبة الاقتصادية حسب الناتج المحلي الإجمالي (2007): المرتبة 23
- البنك الوطني النرويجي
- عملة النرويج: كرون
  - ISO 4217: كرونة نرويجية
- الطاقة في النرويج
- الرعاية الصحية في النرويج
- السياحة في النرويج
- النقل في النرويج
  - المطارات في النرويج
  - الطرق في النرويج
  - السكك الحديدية في النرويج
- صيد الحيتان في النرويج

## التعليم في النرويج
التعليم في النرويج
قائمة جامعات النرويج